# 釜石線
釜石線（かまいしせん）は、岩手県花巻市の花巻駅と同県釜石市の釜石駅を結ぶ、東日本旅客鉄道（JR東日本）の鉄道路線（地方交通線）である。愛称は「銀河ドリームライン釜石線」。
岩手県中部の拠点都市である花巻市と沿岸地域の拠点都市である釜石市を結ぶ路線である。2011年（平成23年）3月11日に発生した東日本大震災で一部が被災し運休したものの、翌月には全線での運行を再開した。
沿線には釜石製鐵所や、そこに供給する鉄鉱石を生産していた釜石鉱山があり、かつては貨物列車も運行されていたが、現在は旅客輸送のみのローカル線となっている。
『銀河鉄道の夜』などの文学作品で知られる宮沢賢治は、沿線の花巻市出身であり、それにちなんだ路線愛称の付与や観光列車の運行を行っている。『銀河鉄道の夜』に登場する沿線風景のモデルは、当線の前身にあたる岩手軽便鉄道といわれ、路線愛称の「銀河ドリームライン釜石線」はそのことにちなむ。同じく宮沢賢治の『シグナルとシグナレス』は、東北本線と釜石線の信号機を擬人化し、男女に見立てた恋物語である。また、宮沢賢治が作品中にエスペラント語の単語をよく登場させていたことから、各駅にエスペラント語による愛称が付けられている。

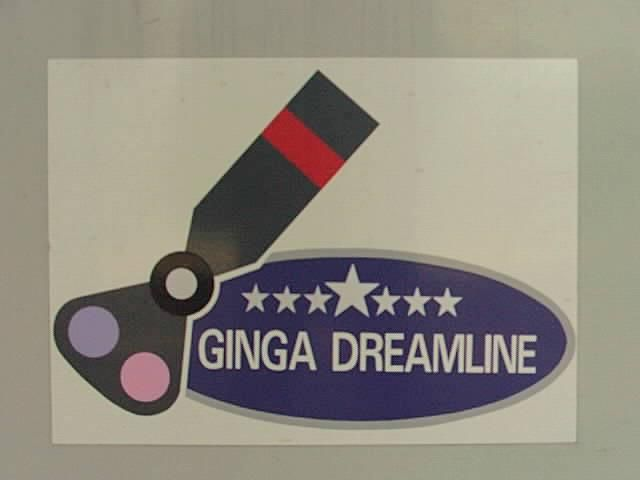
腕木式信号機と星をモチーフとした「銀河ドリームライン」のマーク
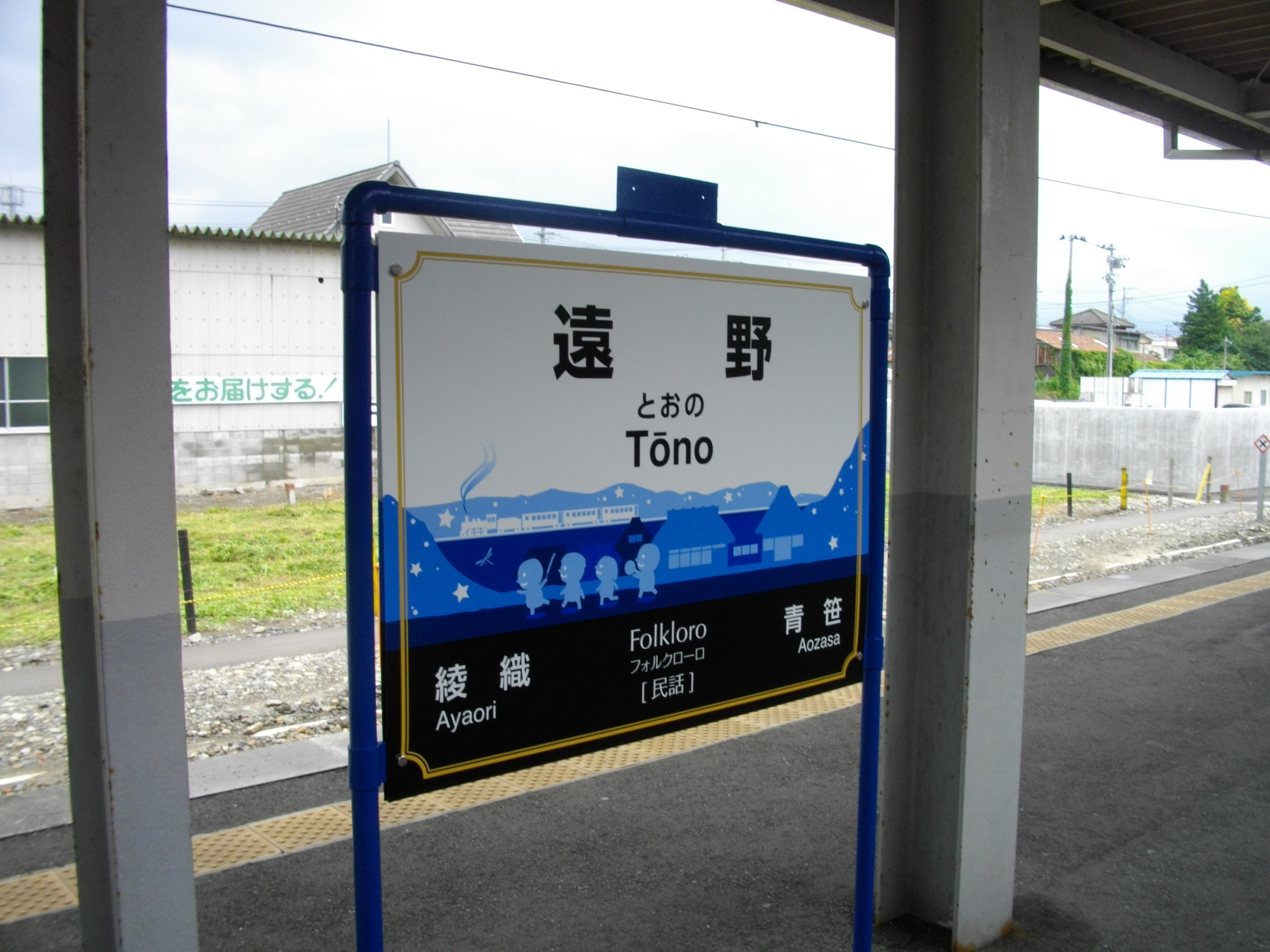
遠野駅の駅名標 エスペラント語の「Folkloro」の愛称も併記されている。
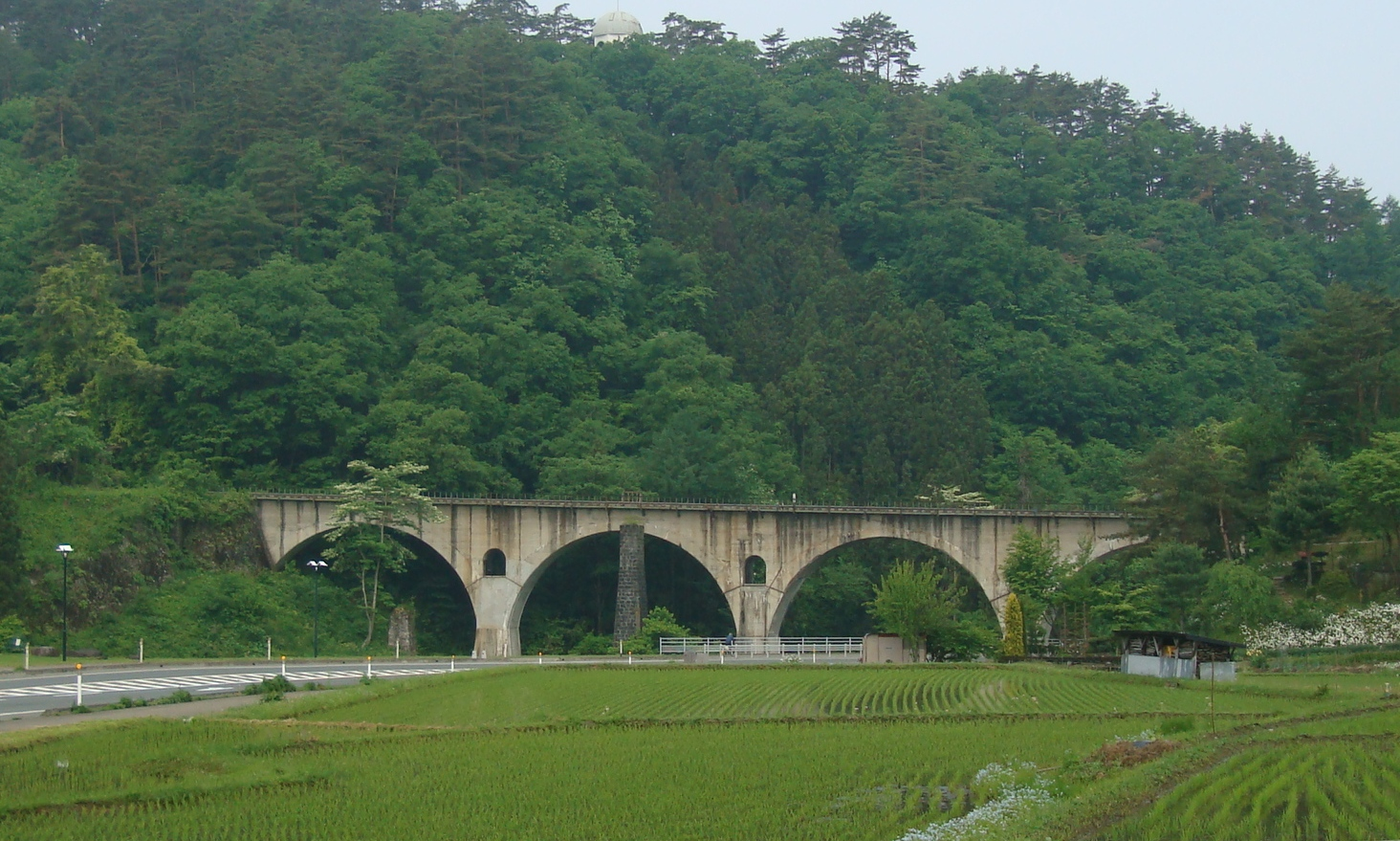
宮守川橋梁（宮守 - 柏木平間）

## 路線データ
- 管轄（事業種別）：東日本旅客鉄道（第一種鉄道事業者）
- 区間（営業キロ）：花巻駅 - 釜石駅 90.2 km[1]
- 軌間：1,067 mm
- 駅数：24駅（起終点駅含む）[1]
  - 釜石線所属駅に限定した場合、起点の花巻駅（東北本線所属）が除外され、23駅となる。
  - 終点の釜石駅はかつては山田線所属であったが、同線の一部区間が三陸鉄道へ移管されたことに伴い、JRの駅としては釜石線所属に変更された。
- 複線区間：なし（全線単線）
- 電化区間：なし（全線非電化）
- 閉塞方式：特殊自動閉塞式（軌道回路検知式）
- 保安装置：ATS-SN[3]
- 運転指令所：盛岡総合指令室（CTC・PRC）
- 最高速度：85 km/h
- IC乗車カード対応区間
  - Suica盛岡エリア：花巻駅 - 新花巻駅間

全線盛岡支社の管轄である。

## 歴史
釜石線は岩手軽便鉄道が敷設した花巻 - 足ケ瀬 - 仙人峠間の釜石西線と、国が敷設した陸中大橋 - 釜石間の釜石東線が、1950年（昭和25年）の足ケ瀬 - 陸中大橋間の開業によって結ばれ成立したものである。

### 釜石西線（花巻 - 仙人峠間）
花巻 - 仙人峠（1950年廃止）間は、岩手軽便鉄道が軌間 762 mm の軽便鉄道として敷設したもので、1913年（大正2年）から1915年（大正4年）にかけて全通した。この間、終点側で部分開業していたことから、花巻 - 岩根橋間の西線と柏木平 - 仙人峠間の東線に分かれて運営を行っていた時期がある。この岩手軽便鉄道時代の西線と東線は、国有化後の路線ではすべて釜石西線側に含まれている。
仙人峠 - 大橋間は距離約4 km に対して標高差が 300 m あり、この間に仙人峠を越えなければならず、建設費の負担に耐えられないことから、鉄道の敷設を断念した。代わりに全長3.6 kmの索道（ロープウェイ）により貨物・郵便を輸送することとし、旅客は同区間約5.5 kmの山道を徒歩連絡とされた。1927年（昭和2年）には、ようやく鉄道敷設法別表第8号の2に「岩手県花巻ヨリ遠野ヲ経テ釜石ニ至ル鉄道」が追加され、1929年（昭和4年）には現在の釜石線となる路線の着工が決定した。1936年（昭和11年）に岩手軽便鉄道は政府によって買収、国有化され、鉄道省の釜石線となった。この時に索道も買収され、国鉄史上唯一の索道営業が行われることになった。1944年（昭和19年）、釜石東線の開業により釜石西線（かまいしさいせん）に改称する。
岩手軽便鉄道は軌間 762 mm であったため、1067 mm への改軌が順次実施された。またこれと並行して仙人峠を越える鉄道の建設が始められた。国有化前に岩手軽便鉄道から国鉄へ依頼して行われた検討では、足ケ瀬駅と仙人峠駅の間に金山駅を設置して分岐し、仙人峠の下を長いトンネルでくぐって東側にループ線を設置し、北進してスイッチバック式の甲子駅を設置、大きく南へカーブして釜石鉱山鉄道の路線に並行して南東へ進み、唄貝駅で合流するという路線構想があった。再検討の後、1936年（昭和11年）6月に実際に国鉄が着工したのは、足ケ瀬駅から分岐して足ケ瀬トンネルで一旦気仙川流域へ出て、上有住駅を経由して土倉峠の下を土倉トンネルで抜けて仙人峠東側斜面を大きく北へ全長1,280 m、半径250 mの「Ω」（オメガ）字状のカーブを描く第二大橋トンネルを通り陸中大橋駅へ降りていくルートとなった。
第二大橋トンネルは急こう配区間であり、蒸気機関車が通過するとトンネル内は煤煙でいっぱいになった。開通後、列車が頻繁に通過するようになると、煤煙がトンネル付近にあった釜石鉱業所の社宅に押し寄せ、洗濯物が真っ黒になるとのクレームが出されたことから、盛岡鉄道管理局はトンネル出口に送風機と組み合わせた煙突を作ることを発案。1950年（昭和25年）12月より模型実験を繰り返し、実際に高さ25 mの角型の煙突が作られた。
改軌工事に関しては、1944年（昭和19年）に花巻 - 柏木平間の工事が完成した。花巻駅は、国鉄の駅前にあったものが国鉄の駅へ乗り入れるように改められ、似内駅までの区間はこの時に大きく線路を付け替えられている。元の花巻駅は花巻温泉電気鉄道（後の花巻電鉄）の駅として残った。これ以降の改軌工事は太平洋戦争の激化のため、仙人峠の新線建設工事と共に中断された。この時点でかなりの部分まで路盤工事もできあがっており、新線区間の土倉トンネルも貫通している状態であった。戦後の1946年（昭和21年）にアイオン台風により壊滅的な被害を受けて長期不通となった山田線の代替路線として、釜石線の建設・改築を優先することとなり、1948年（昭和23年）に工事を再開し、翌年に柏木平 - 遠野間の改軌が完成した。1950年（昭和25年）には遠野 - 足ケ瀬間の改軌が完成し、足ケ瀬 - 陸中大橋間が新線で連絡されて釜石線が全通した。なおこの際、新線建設ルートから外れた足ケ瀬 - 仙人峠間は軌間 762 mm のまま、仙人峠 - 陸中大橋間の索道とともに廃止されている。これにより、国有鉄道の特殊狭軌線（軽便鉄道）はすべて姿を消した。

### 釜石東線（陸中大橋 - 釜石間）
東（釜石）側は、1944年（昭和19年）に開業した釜石東線（かまいしとうせん）以前に、民営鉄道がすでに開業していた。
まず1880年（明治13年）8月30日に、富国強兵を目指す政府の工部省によって釜石桟橋 - 大橋採鉱所18.3 kmと、小佐野 - 小川山間4.9 kmなど支線を含んで26.3 kmを結ぶ釜石鉱山専用鉄道が敷設された。これは、釜石製鉄所への鉱石を輸送するためのものであり、日本で3番目となる鉄道路線であったが、釜石製鉄所での製鉄が不振で銑鉄生産を1883年（明治16年）に中断してしまったため、官営釜石鉱山は閉山し、そのための鉄道も開業僅か3年で廃線となった。このときの鉄道設備と車両は阪堺鉄道（南海電気鉄道の前身）へ譲渡されている。
その後、1884年（明治17年）に釜石鉱山馬車鉄道（釜石町 - 甲子村間、軌間 762 mm）が岩手県下初の民営鉄道として開業、1911年（明治44年）に個人（田中長兵衛）経営の鉱山鉄道（鈴子 - 大橋間、軌間 762 mm）に移行した。これは、釜石製鉄所の再建を目指す田中によって開業させたものである。1916年（大正5年）に田中鉱山（1924年〈大正13年〉釜石鉱山に改称）に譲渡され、1940年（昭和15年）には日鉄鉱業に譲渡された。前述の岩手軽便鉄道はこれとの接続を目指して計画されたものである。同鉄道は、釜石東線開業後は貨物専用線として残り、1965年（昭和40年）4月1日に廃止された。国道283号で仙人峠を越えて釜石に入ると、釜石線と間近で並走する片側2車線片側1車線の変則区間があるが、これが廃線跡である。

### 年表

#### 岩手軽便鉄道

##### 西線（花巻 - 岩根橋間）
- 1913年（大正2年）
  - 10月25日：岩手軽便鉄道が花巻 - 土沢間を開業[7]、花巻駅（国有鉄道花巻駅とは別駅）[8]・矢沢停留場・幸田停留場・土沢駅を新設[8]。
  - 12月25日：似内停留場を新設[8]。
- 1914年（大正3年）。
  - 4月6日：幸田を停留場から駅に改める。
  - 4月16日：土沢 - 晴山間を延伸開業[7]、晴山駅を新設[8]。
  - 12月15日：晴山 - 岩根橋間を延伸開業[7]、岩根橋駅を新設[8]。
- 1915年（大正4年）4月10日：鳥谷ヶ崎停留場を新設。

##### 東線（柏木平 - 仙人峠間）
- 1914年（大正3年）
  - 4月18日：岩手軽便鉄道が遠野 - 仙人峠間の貨物線を開業[8]、（貨）遠野駅・（貨）上郷駅・足ケ瀬給水所・（貨）仙人峠駅を新設[8]。
  - 5月15日：遠野 - 仙人峠間で旅客営業を開始、遠野・上郷・仙人峠の各駅を貨物駅から一般駅に改める。
  - 10月25日：足ケ瀬を給水所から信号所に改める。
  - 12月15日：鱒沢 - 遠野間を延伸開業、鱒沢駅（初代）・二日町停留場・綾織駅を新設[8]。
- 1915年（大正4年）。
  - 5月1日：赤川停留場を新設。
  - 7月30日：柏木平 - 鱒沢間を延伸開業[7]、宇洞・柏木平の各駅を新設[8]。
  - 9月1日：青笹停留場を新設。

##### 花巻 - 仙人峠間全通から国有化直前まで
- 1915年（大正4年）11月23日：岩根橋 - 柏木平間を延伸開業し全通[7]、宮守駅・平倉停留場を新設[8]、足ケ瀬を信号所から駅に改める、幸田駅を小山田駅に改称。
- 1916年（大正5年）
  - 2月10日：上郷駅を岩手上郷駅に改称。
  - 2月25日：二日町を停留場から駅に改める。
- 1924年（大正13年）12月16日：荒谷前駅を新設[8]、宇洞駅を鱒沢駅（2代）に、鱒沢駅（初代）を中鱒沢駅に、二日町駅を岩手二日町駅にそれぞれ改称。
- 1926年（大正15年）8月15日：関口停留場を新設。
- 1927年（昭和2年）12月13日：赤川停留場を廃止。
- 1928年（昭和3年）6月1日：中鱒沢駅を廃止。
- 1930年（昭和5年）7月16日：（貨）中鱒沢駅を新設。
- 1936年（昭和11年）3月25日：平倉を停留場から駅に改める。

#### 国有化後

##### 釜石線 → 釜石西線
- 1936年（昭和11年）8月1日 ：岩手軽便鉄道を買収・国有化し花巻 - 仙人峠間 (64.4 km)を釜石線とする[7]。（貨）中鱒沢駅を廃止、鳥谷ヶ崎・青笹を停留場から駅に改める。
- 1943年（昭和18年）9月20日：花巻 - 柏木平間を762 mmから1067 mmに改軌し[7]似内 - 柏木平間で+0.1 kmの改キロ、花巻 - 似内間を線路付替し[4]-0.2 kmの改キロ、鳥谷ヶ崎駅を廃止。
- 1944年（昭和19年）10月11日：釜石東線開業にともない釜石西線に改称[4]。
- 1949年（昭和24年）12月10日：柏木平 - 遠野間を762 mmから1067 mmに改軌し[7]-0.1 kmの改キロ。

##### 釜石東線
- 1944年（昭和19年）10月11日：釜石 - 陸中大橋間（貨物線、16.5 km）を釜石東線として開業[4]、（貨）陸中大橋駅・洞泉信号場・小佐野信号場を新設。
- 1945年（昭和20年）6月15日：釜石 - 陸中大橋間で旅客営業を開始、松倉駅を新設、洞泉・小佐野を信号場から駅に改める[4]。
- 1946年（昭和21年）4月1日：中妻操車場を新設。
- 1949年（昭和24年）8月1日：中妻操車場を廃止。

##### 花巻 - 釜石間全通以後
- 1950年（昭和25年）10月10日：足ケ瀬 - 陸中大橋間 (12.5 km)を延伸開業し全通[10]、上有住駅を新設、遠野 - 足ケ瀬間を762 mmから1067 mmに改軌し[7]-0.2 kmの改キロ、綾織 - 遠野間を-0.1 kmの改キロ、足ケ瀬 - 仙人峠間 (-3.9 km)を廃止、仙人峠・関口の両駅を廃止、釜石東線を釜石西線に編入して花巻 - 釜石間 (90.2 km)を釜石線と改称[4]。
- 1967年（昭和42年）3月20日：蒸気機関車（D50・D51）の運転を終了し無煙化[7]。
- 1981年（昭和56年）
  - 8月23日：台風15号の影響により、足ケ瀬 - 上有住間が不通となる[11]。
  - 9月17日：足ケ瀬 - 上有住間が営業再開し、全線で運行再開[11]。
- 1985年（昭和60年）3月14日：矢沢駅を廃止、新花巻駅を新設（実質的に矢沢駅の移転改称）[4]。
- 1987年（昭和62年）4月1日：国鉄分割民営化に伴い東日本旅客鉄道（第一種）および日本貨物鉄道（第二種）が承継[4]。
- 1991年（平成3年）7月7日：キハ100系気動車の運用を開始[12]。
- 1993年（平成5年）10月1日：全線CTC化[13]。
- 1994年（平成6年）3月30日：ワンマン運転開始[14]
- 1995年（平成7年）3月1日：「銀河ドリームライン釜石線」の路線愛称と、各駅にエスペラント語による愛称を設定。
- 1997年（平成9年）10月6日：天皇・皇后の岩手訪問（全国豊かな海づくり大会への臨席など）に伴い、1号御料車編成によるお召し列車を釜石から釜石線経由で花巻へ運転（片道のみ、途中遠野駅で一旦下車。同月4日には盛岡から山田線経由で宮古へ運転）。DD51 842牽引（予備機：DD51 895）[15]。
- 1999年（平成11年）4月1日：日本貨物鉄道が花巻 - 釜石間の第二種鉄道事業を廃止[4]。
- 2011年（平成23年）
  - 3月11日：東北地方太平洋沖地震が発生し、全線が不通となる。
  - 3月28日：花巻 - 遠野間を営業再開。
  - 4月6日：遠野 - 釜石間を営業再開し、全線で運行再開。
  - 4月8日：7日に発生した東北地方太平洋沖地震の余震により再び全線不通となる。
  - 4月12日：全線で運行再開。
- 2023年（令和5年）5月27日：花巻 - 新花巻間においてICカード「Suica」の利用が可能となる[16][17]。
- 2025年（令和7年）：2025年度下期にHB-E220系気動車を投入予定[18]。

## 運行形態

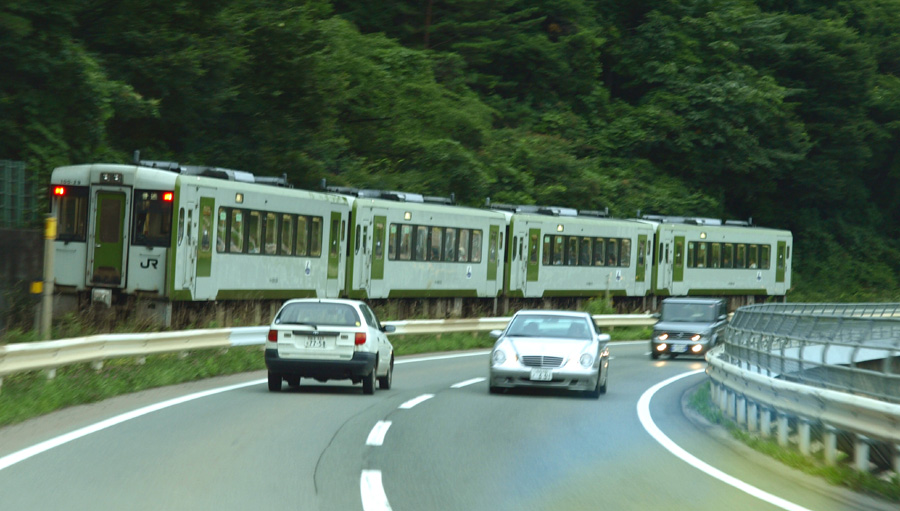
国道283号と並行して走る釜石線のキハ100形（2008年8月）

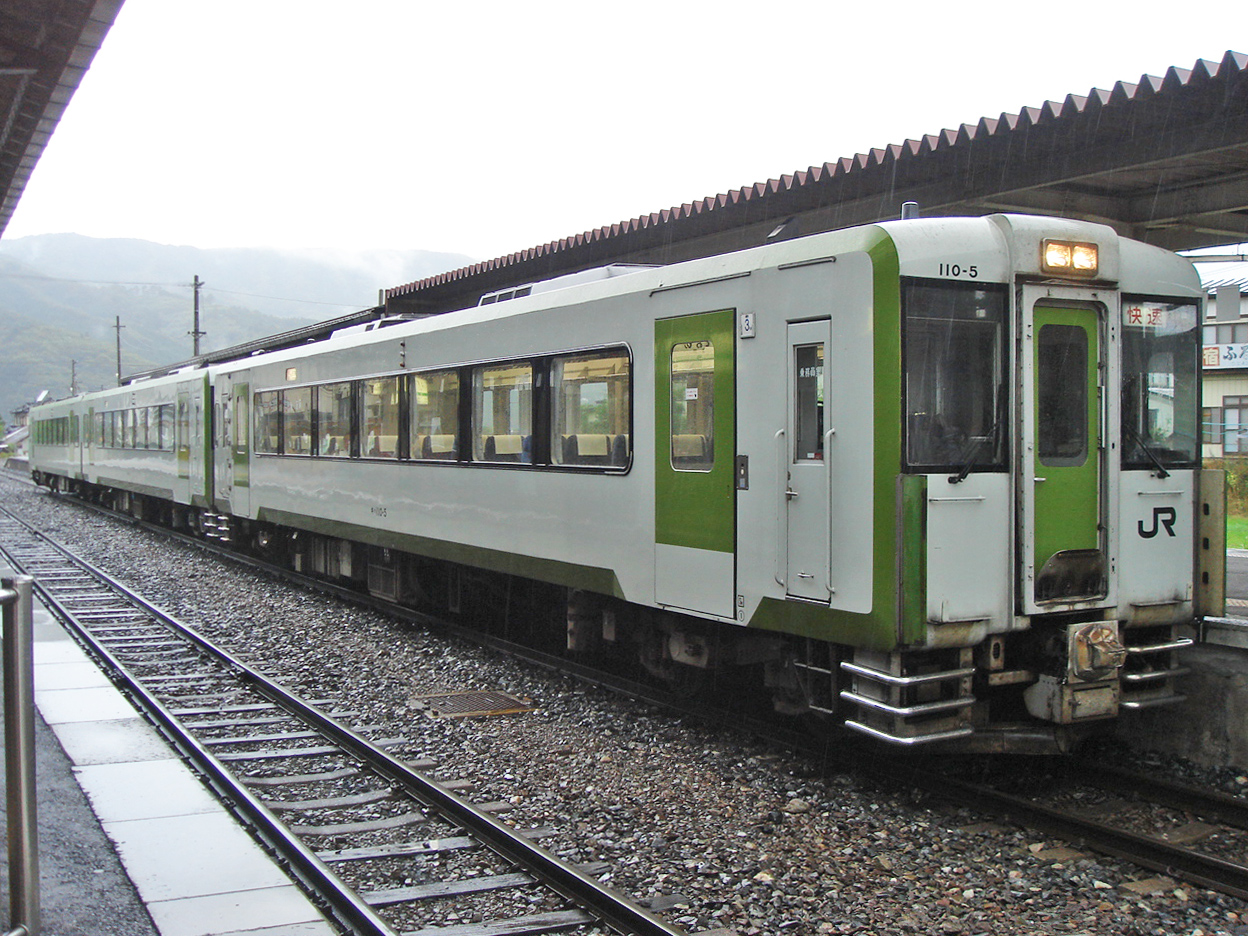
キハ110系3両編成で運行される快速「はまゆり」（2006年10月、遠野駅）

各駅に停車する普通列車は、基本的に花巻駅 - 釜石駅間で2時間に1本程度運行されているが、朝には遠野発釜石行きの区間列車がある。また、一部の列車は東北本線を経由して盛岡駅発着で運転している。東日本大震災前には山田線に直通する宮古駅発着列車もあった。2010年12月3日までは釜石発いわて銀河鉄道線直通好摩行きも1本設定されていた。1994年3月30日から、盛岡車両センター配置のキハ100形気動車によるワンマン運転が行われている。
このほか、盛岡駅 - 釜石駅間に一部指定席の快速「はまゆり」が3往復運転されている。2002年11月30日までは、急行「陸中」として運転されていた列車で、回転リクライニングシートを装備した専用のキハ110系気動車が使用されている。このキハ110系は釜石線に初投入され、はじめは前面が黒色のブラックフェイスであったが視認性向上のために白系に塗り替えられたものである。快速「はまゆり」は基本的に3両編成である。当初キハ110系0番台だけを使用していたが、2007年から指定席に0番台を使用（一部自由席にも使用）し、自由席は100番台を使用している。従来使用していた0番台の一部は、気仙沼線の快速「南三陸」の指定席車両に充当されている。震災前の2010年3月13日改正時点では4号が宮古発で運転されていたが、震災による山田線の不通に伴い釜石駅 - 盛岡駅間のみの運転となった。
列車番号は花巻から釜石方面が「下り」列車に付ける奇数で、その逆（釜石から花巻方面）が「上り」列車に付ける偶数である。
キハ100形導入前にはキハ52系やキハ58系が使用されていた。
かつては東北本線 - 釜石線 - 山田線を回る盛岡発盛岡行きの循環急行列車「五葉」と、逆回りの「そとやま」が存在した。また、かつての「五葉」・「そとやま」辺りと同様のルートを走る観光列車として、一時期「ぐるっとさんりくトレイン」なる列車が運行されたこともあった。
釜石製鉄所が高炉を24時間体制で操業していた時代には、山田線とともに夜勤者用に時刻表非掲載の深夜列車が運行されていた。1979年当時のダイヤでは、釜石を深夜の1時20分に発車し、終着の遠野には午前2時54分に到着していた。
JR東日本の路線におけるニホンジカ・カモシカと列車車両との接触事故は釜石線と山田線で約5割を占めるなど問題となっていたことから、2004年以降は岩手大学と共同開発した忌避剤の散布、2007年以降は線路沿線への侵入防止ネット設置、早朝と夜間のレーザー光照射などの対策を山間部で行ってきた。2017年2月には運行車両のキハ100系1両に排障器を試験的に採用し、車両に接触しても運行への影響が少なくなるようにしている。

### 臨時列車の運転

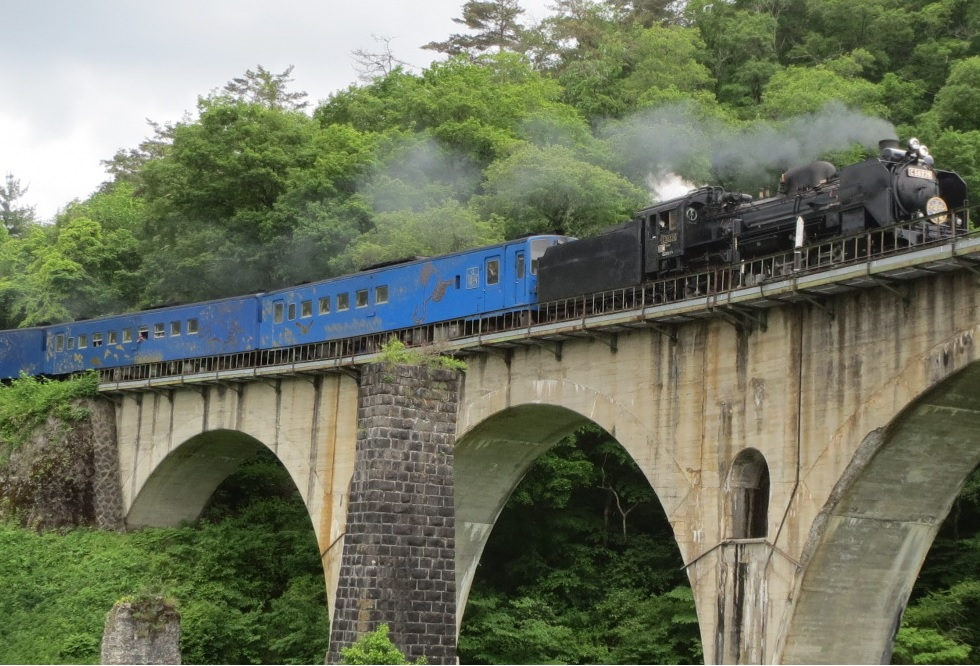
宮守橋梁を走るSL銀河

このほか、当線には様々な列車が臨時に運行される。その代表的な列車が2014年4月12日から運行を開始した蒸気機関車C58 239牽引による列車「SL銀河」である。前身は、1989年から2001年にかけて毎年運行された蒸気機関車によるイベント列車「SL銀河ドリーム号」で、路線愛称である「銀河ドリームライン釜石線」と、「銀河鉄道の夜」にちなんだもの。2001年で一旦運行は打ち切りとなったが、その後も2004年、2012年と運行された。2014年度より、専用の蒸気機関車となるC58 239を新たに動態復元し、「SL銀河」として週末を中心に定期運行が行われたが、客車の老朽化により、2023年6月11日を最後に運行を終了した。
後継として2023年12月23日から主に土休日を中心にHB-E300系気動車による観光列車「ひなび（陽旅）」が運行されている。
また、当線を管理する盛岡支社は、宮沢賢治の名前にちなんだジョイフルトレイン「Kenji」を所有していた。この列車も、時折入線し、イベント運行を行っていた。
2020年12月から冬の2泊3日コースで周遊型寝台列車「TRAIN SUITE 四季島」が花巻駅 - 遠野駅間に乗り入れている。専用バスで乗客が遠野市に入り観光をしている間、車両は遠野駅まで回送。客乗せ後、折り返し花巻経由で次の目的地に向かう。なお、途中駅の有効長の関係などから花巻駅 - 遠野駅間は全駅通過、ノンストップで走行する。

## 駅一覧
- 停車駅
  - 普通…すべての駅に停車
  - 快速＝快速「はまゆり」…●：全列車停車、▲：一部の列車が停車、｜：全列車通過
    - 快速「はまゆり」の全停車駅は列車記事を参照
- 線路（全線単線） … ◇・∧：列車交換可、｜：列車交換不可
  - ※：花巻駅の釜石線用旅客ホームは1面1線のみだが、ホームのない副本線を用いた列車交換は可能
- 全駅岩手県内に所在

| 駅名         | 営業キロ | 営業キロ | 快速 | 接続路線                    | 線路 | 所在地        | エスペラント語による愛称とその意味                           |
| 駅名         | 駅間     | 累計     | 快速 | 接続路線                    | 線路 | 所在地        | エスペラント語による愛称とその意味                           |
| ------------ | -------- | -------- | ---- | --------------------------- | ---- | ------------- | ------------------------------------------------------------ |
| 花巻駅       | -        | 0.0      | ●    | 東日本旅客鉄道：■東北本線   | ※    | 花巻市        | Ĉielarko（チェールアルコ：虹）                               |
| 似内駅       | 3.5      | 3.5      | ｜   |                             | ◇    | 花巻市        | La Marbordo（ラ・マールボルド：海岸）                        |
| 新花巻駅     | 2.9      | 6.4      | ●    | 東日本旅客鉄道： 東北新幹線 | ｜   | 花巻市        | Stelaro（ステラーロ：星座）                                  |
| 小山田駅     | 1.9      | 8.3      | ｜   |                             | ｜   | 花巻市        | Luna Nokto（ルーナ・ノクト：月夜）                           |
| 土沢駅       | 4.4      | 12.7     | ●    |                             | ◇    | 花巻市        | Brila Rivero（ブリーラ・リヴェーロ：光る川）                 |
| 晴山駅       | 3.2      | 15.9     | ｜   |                             | ｜   | 花巻市        | Ĉeriz-arboj（チェリーズ・アルボイ：桜並木）                  |
| 岩根橋駅     | 5.8      | 21.7     | ｜   |                             | ｜   | 遠野市        | Fervojponto（フェルヴォイポント：鉄道橋）                    |
| 宮守駅       | 3.4      | 25.1     | ●    |                             | ◇    | 遠野市        | Galaksia Kajo （ガラクシーア・カーヨ：銀河のプラットホーム） |
| 柏木平駅     | 6.1      | 31.2     | ｜   |                             | ｜   | 遠野市        | Glanoj（グラーノイ：どんぐり）                               |
| 鱒沢駅       | 2.4      | 33.6     | ▲    |                             | ◇    | 遠野市        | Lakta Vojo（ラクタ・ヴォーヨ：天の川）                       |
| 荒谷前駅     | 2.8      | 36.4     | ｜   |                             | ｜   | 遠野市        | Akvorado（アクヴォラード：水車）                             |
| 岩手二日町駅 | 2.9      | 39.3     | ｜   |                             | ｜   | 遠野市        | Farmista Domo（ファルミスタ・ドーモ：農家）                  |
| 綾織駅       | 1.8      | 41.1     | ｜   |                             | ｜   | 遠野市        | Teksilo（テクシーロ：機織り機）                              |
| 遠野駅       | 4.9      | 46.0     | ●    |                             | ◇    | 遠野市        | Folkloro（フォルクローロ：民話）                             |
| 青笹駅       | 4.3      | 50.3     | ｜   |                             | ｜   | 遠野市        | Kapao（カパーオ：カッパ）                                    |
| 岩手上郷駅   | 3.5      | 53.8     | ▲    |                             | ｜   | 遠野市        | Cervodanco（ツェルヴォダンツォ：鹿踊り）                     |
| 平倉駅       | 2.8      | 56.6     | ｜   |                             | ｜   | 遠野市        | Monta Dio（モンタ・ディーオ：山の神）                        |
| 足ケ瀬駅     | 4.6      | 61.2     | ｜   |                             | ◇    | 遠野市        | Montopasejo（モントパセーヨ：峠）                            |
| 上有住駅     | 4.2      | 65.4     | ｜   |                             | ｜   | 気仙郡 住田町 | Kaverno（カヴェルノ：洞窟）                                  |
| 陸中大橋駅   | 8.3      | 73.7     | ｜   |                             | ◇    | 釜石市        | Minaĵo（ミナージョ：鉱石）                                   |
| 洞泉駅       | 5.9      | 79.6     | ｜   |                             | ｜   | 釜石市        | Cervoj（ツェルヴォイ：鹿）                                   |
| 松倉駅       | 3.6      | 83.2     | ●    |                             | ｜   | 釜石市        | La Suda Kruco（ラ・スーダ・クルーツォ：南十字星）            |
| 小佐野駅     | 3.3      | 86.5     | ●    |                             | ◇    | 釜石市        | Verda Vento（ヴェルダ・ヴェント：緑の風）                    |
| 釜石駅       | 3.7      | 90.2     | ●    | 三陸鉄道：■リアス線         | ∧    | 釜石市        | La Oceano（ラ・オツェアーノ：大洋）                          |

2022年度の時点で、JR東日本自社による乗車人員集計の対象駅は、花巻駅・新花巻駅・遠野駅・釜石駅である。それ以外の駅は完全な無人駅のため集計対象から外されている。なお、新花巻駅については釜石線の区画は無人であるが、接続する東北新幹線の区画が有人となっている。

## 廃止・廃駅

### 廃止区間
1943年廃止
花巻駅 - 鳥谷ヶ崎駅 - 似内駅 (3.7 km)
1950年廃止
足ケ瀬駅 - 仙人峠駅 (3.9 km)

### 廃駅
廃止区間の駅は前節参照。( ) 内は花巻駅からのキロ程。
- 矢沢駅 ： 1985年3月14日廃止、似内駅 - 新花巻駅間 (6.0 km)
- 中鱒沢駅 ： 1936年8月1日廃止、鱒沢駅 - 荒谷前駅間 (35.3 km)
- 関口駅 ： 1950年10月10日廃止、青笹駅 - 赤川停留場間 (51.7 km)
- 赤川停留場 ： 1927年12月13日廃止、関口駅 - 岩手上郷駅間 (52.2 km)

### 過去の接続路線
- 花巻駅：花巻電鉄鉄道線（花巻温泉線）・軌道線（鉛線）（電鉄花巻駅・中央花巻駅）

## 利用状況

### 平均通過人員
各年度の平均通過人員（人/日）は以下のとおりである。
| 年度                   | 平均通過人員（人/日） | 平均通過人員（人/日） | 平均通過人員（人/日） | 出典   |
| 年度                   | 全区間                | 花巻 - 遠野           | 遠野 - 釜石           | 出典   |
| ---------------------- | --------------------- | --------------------- | --------------------- | ------ |
| 2011年度（平成23年度） | 842                   | 1,035                 | 642                   | [ 30 ] |
| 2012年度（平成24年度） | 901                   | 1,087                 | 707                   | [ 30 ] |
| 2013年度（平成25年度） | 874                   | 1,046                 | 696                   | [ 30 ] |
| 2014年度（平成26年度） | 870                   | 1,048                 | 686                   | [ 30 ] |
| 2015年度（平成27年度） | 843                   | 1,013                 | 666                   | [ 30 ] |
| 2016年度（平成28年度） | 798                   | 958                   | 632                   | [ 31 ] |
| 2017年度（平成29年度） | 785                   | 945                   | 619                   | [ 31 ] |
| 2018年度（平成30年度） | 764                   | 936                   | 586                   | [ 31 ] |
| 2019年度（令和元年度） | 743                   | 897                   | 583                   | [ 31 ] |
| 2020年度（令和02年度） | 454                   | 575                   | 328                   | [ 31 ] |
| 2021年度（令和03年度） | 495                   | 644                   | 339                   | [ 32 ] |
| 2022年度（令和04年度） | 573                   | 739                   | 399                   | [ 32 ] |
| 2023年度（令和05年度） | 587                   | 756                   | 411                   | [ 33 ] |

### 収支・営業系数
各年度の収支（運輸収入、営業費用）、営業係数、収支率は以下のとおりである。▲はマイナスを意味する。
| 年度                   | 収支（百万円） | 収支（百万円） | 収支（百万円） | 営業 係数 （円） | 収支率 | 出典   |
| 年度                   | 運輸 収入      | 営業 費用      | 計             | 営業 係数 （円） | 収支率 | 出典   |
| ---------------------- | -------------- | -------------- | -------------- | ---------------- | ------ | ------ |
| 2019年度（令和元年度） | 183            | 1,390          | ▲1,207         | 759              | 13.2%  | [ 34 ] |
| 2020年度（令和02年度） | 91             | 1,425          | ▲1,334         | 1,566            | 6.4%   | [ 34 ] |
| 2021年度（令和03年度） | 106            | 1,310          | ▲1,204         | 1,232            | 8.1%   | [ 35 ] |
| 2022年度（令和04年度） | 140            | 1,280          | ▲1,139         | 910              | 11.0%  | [ 36 ] |

| 年度                   | 収支（百万円） | 収支（百万円） | 収支（百万円） | 営業 係数 （円） | 収支率 | 出典   |
| 年度                   | 運輸 収入      | 営業 費用      | 計             | 営業 係数 （円） | 収支率 | 出典   |
| ---------------------- | -------------- | -------------- | -------------- | ---------------- | ------ | ------ |
| 2019年度（令和元年度） | 114            | 1,383          | ▲1,269         | 1,209            | 8.3%   | [ 34 ] |
| 2020年度（令和02年度） | 49             | 1,413          | ▲1,364         | 2,836            | 3.5%   | [ 34 ] |
| 2021年度（令和03年度） | 53             | 1,337          | ▲1,283         | 2,487            | 4.0%   | [ 35 ] |
| 2022年度（令和04年度） | 73             | 1,312          | ▲1,239         | 1,797            | 5.6%   | [ 36 ] |